# Alleanza evangelica mondiale
L'Alleanza evangelica mondiale o AEM (in inglese, World Evangelical Alliance o WEA) è un'organizzazione mondiale della chiesa cristiana evangelica fondata nel 1846 a Londra, Inghilterra, e che attualmente ingloba un totale approssimativo di 600 milioni di persone. Riunisce 7 assemblee regionali. 129 alleanze nazionali di chiese cristiane evangeliche e più di 100 organizzazioni internazionali, di 129 paesi. Ha sede in New York, Stati Uniti. Il segretario generale attuale è il teologo Thomas Schirrmacher, della Germania.

## Storia
L'organizzazione ha origine dall'Alleanza evangelica, un'organizzazione britannica fondata nel 1846. Nel 1951 fu fondata da rappresentanti di 21 nazioni la Comunità Evangelica Mondiale; la prima assemblea generale si tenne a Woudschoten (Zeist) nei Paesi Bassi.  Nel 2001, dopo l'Assemblea Generale tenuta a Kuala Lumpur, la Comunità Evangelica Mondiale si trasformò nell'Alleanza Evangelica Mondiale. Nel 2005, la AEM sperimentò una gestione collegiale sotto la direzione del segretario generale canadese, Geoff Tunnicliffe. Vennero aperte sedi a Vancouver, San Francisco, Washington e Ginevra. Nel 2010 venne stabilita la sede centrale a New York.

## Membri
La AEM include 129 alleanze nazionali di chiese e che rappresentano circa 600 milioni di persone. Alcune delle alleanze nazionali hanno come membri chiese che non sono evangeliche tradizionali in senso stretto (anabattisti).

## Organizzazione
La AEM è guidata da un segretario generale la cui funzione è amministrare e rappresentare l'Alleanza.
Altri organi dell'Alleanza sono il consiglio internazionale, composto da 12 membri, compreso il segretario generale.
Ogni sei anni viene  eletta un'assemblea generale.